# Depressione tirrenica
La depressione tirrenica è una depressione mediterranea che si forma nell'area del basso Tirreno, tra le coste della Campania, della Calabria e della Sicilia settentrionale.

## Ciclogenesi
La struttura di bassa pressione si forma sottovento all'Appennino centro-meridionale, a seguito di un afflusso di aria fredda da nord-est o da est che, superata la dorsale appenninica, raggiunge le coste tirreniche dell'Italia meridionale, dove si rigenera sotto forma di area ciclonica, interagendo prima con la temperatura più alta del Mar Tirreno, poi con le catene montuose della Sicilia settentrionale.
Tale struttura depressionaria è del tutto autonoma rispetto al quadro evolutivo sud-orientale del depressione ligure che, nei suoi stadi di avanzamento verso sud-est, tende a raggiungere la medesima area dove si forma la depressione tirrenica.

## Effetti sul clima
Il contesto orografico crea le condizioni per la formazione di un'area di bassa pressione, compresa tra le coste della Campania, della Calabria e della Sicilia, dove determina condizioni di tempo molto perturbato per effetto di sollevamento orografico su tutto il versante occidentale dell'Appennino meridionale e sui versanti settentrionali siciliani.
Il suo movimento, piuttosto lento, avviene seguendo la traiettoria ovest-est, fino a spostarsi verso il Mare Jonio e il Mar Egeo.